# Конгуси
Конгуси (фр. Kongoussi) — город и городская коммуна в Буркина-Фасо, в Северо-Центральной области страны. Административный центр провинции Бам.

## География
Расположен на севере центральной части страны, в 125 км к северу от города Уагадугу, на высоте 302 м над уровнем моря. Коммуна включает в себя 7 городских округов и 56 деревень. Вблизи Конгуси находится озеро Бам, площадь поверхности которого составляет около 30 км². Озеро играет важную роль для сельского хозяйства окрестных деревень.

## Инфранструктура
Конгусси имеет проблемы, типичные для провинции Буркина-Фасо — ограниченное обеспечение населения электричеством, ограниченное распространение центрального водоснабщения, пыльные дороги без покрытия. Здесь имеются небольшая больница, начальные и средние школы, кинотеатр, несколько баров, крупный рынок и множество небольших торговых точек. Город связан со столицей страны асфальтированной дорогой. Имеется также дорога, идущая на север от Конгуси, до города Бурзанга.

## Население
По данным на 2013 год численность населения города составляла 32 593 человека. Население городской коммуны по данным переписи 2006 года составляет 68 807 человек. Основные языки межэтнического общения — мооре и французский.
Динамика численности населения города по годам:
| 1996   | 2005   | 2006   | 2013   |
| ------ | ------ | ------ | ------ |
| 17 893 | 22 572 | 24 583 | 32 593 |